# 武思江
武思江，位于中国广西壮族自治区南部，是郁江右岸支流，发源于浦北县县城小江镇黎木村母鸡顶（原属于江城镇），向北流经浦北县官垌镇，沿兴业县与浦北县边界，向北流入贵港市港南区的武思江水库，出库后北流经木梓镇，至瓦塘乡新城村铜锣屯以西（原属思怀乡）汇入郁江。干流河长115千米，流域面积664平方公里。